# Wladimir Nikolow (Fußballspieler)
Wladimir Nikolow (bulgarisch Владимир Николов; * 7. Februar 2001 in Sofia) ist ein bulgarischer Fußballspieler auf der Position eines Stürmers. Aktuell steht er bei Korona Kielce in der polnischen Ekstraklasa unter Vertrag.

## Karriere

### Verein
Nikolow begann seine Fußballkarriere in den Jugendmannschaften von Slawia Sofia und Dit Sofia. 2015 wechselte er in die Nachwuchsabteilung von Septemwri Sofia, bei denen er die weiteren Jugendmannschaften durchlief. Schon 2018 gab er sein Debüt in der A Grupa, der höchsten bulgarischen Spielklasse, als er am 19. April 2018 bei der 4:2-Niederlage gegen den FK Etar 5 Minuten vor Spielende eingewechselt wurde. Daraufhin gehörte Nikolow auch in der Saison 2018/19 oftmals zum Kader von Septemwri Sofia, konnte den Abstieg in die B Grupa, die zweithöchste bulgarische Spielklasse, am Ende der Saison jedoch nicht verhindern. Dort konnte er sich jedoch in der Saison 2019/20 zunehmend als Stammspieler seiner Mannschaft etablieren. Er kam in insgesamt 17 Spielen zum Einsatz und konnte dabei drei Tore erzielen. Nachdem er in den ersten vier Spielen der Saison 2020/21 drei Tore erzielt hatte, wechselte er im September 2020 zu den Würzburger Kickers in die 2. Bundesliga.
Für die Kickers gab er direkt am 19. September 2020 bei der 3:0-Niederlage gegen Erzgebirge Aue sein Debüt, als er in der 77. Spielminute für Dominic Baumann eingewechselt wurde. Allerdings konnte er sich in seiner ersten Saison noch nicht wirklich durchsetzen, er kam nur zu Kurzeinsätzen und stand auch oftmals nicht im Kader. Den Abstieg am Ende der Saison konnte er allerdings nicht verhindern. In der 3. Liga kam er zu Saisonbeginn regelmäßig als Einwechselspieler zum Einsatz. Bis zur Winterpause absolvierte er acht Drittligapartien.
Im Januar 2022 wechselte Nikolow zum österreichischen Bundesligisten FC Admira Wacker Mödling. Für die Admira kam er zu fünf Einsätzen in der Bundesliga, aus der der Klub am Ende der Saison 2021/22 abstieg. Anschließend spielte er sechsmal in der 2. Liga, ehe sein Vertrag im Dezember 2022 aufgelöst wurde.
Daraufhin kehrte er nach Bulgarien zurück und wechselte zum Erstligisten Slawia Sofia, bei dem er einst seine Karriere begonnen hatte. Nachdem er auch dort zunächst nur als Rotationsspieler zum Einsatz gekommen war, etablierte er sich ab Frühjahr 2024 als Stammspieler seiner Mannschaft. In der Saison 2024/25 konnte er insgesamt zehn Ligatore erzielen, obwohl er mehrere Spiele verletzungsbedingt verpasst hatte.
Im Sommer 2025 schloss sich Nikolow daraufhin dem polnischen Erstligisten Korona Kielce an, bei denen er einen Vertrag bis 2028 unterschrieb. Auch für seinen neuen Verein war er von Anfang an ein wichtiger Spieler, so stand er schon bei seinem Ligedebüt am 1. Spieltag, bei einer 0:2-Niederlage gegen Wisla Plock, in der Startformation seiner Mannschaft.

### Nationalmannschaft
Bereits 2016 wurde Nikolow in den Kader der bulgarischen U-17 Nationalmannschaft berufen, sein Debüt gab er jedoch erst am 10. Oktober 2017 bei der 3:0-Niederlage gegen die U-17 der Ukraine. Sein erstes Tor konnte er sechs Tage später bei der 2:1-Niederlage gegen die U-17 Aserbaidschans erzielen. Im November 2019 wurde er erstmals für die bulgarische U-19 Nationalmannschaft berufen. Dort gab er sein Debüt am 13. November 2019 beim 3:1-Sieg gegen die U-19 Montenegros, bei dem er prompt ein Tor erzielte. In den folgenden Tagen kam er bei weiteren Spielen zum Einsatz. Am 9. Oktober 2020 gab er beim 1:0-Sieg gegen Lettlands U-21 sein Debüt für die bulgarische U-21 Nationalmannschaft. Beim 3:1-Sieg gegen Kasachstan am 26. März 2021 konnte er sein erstes Tor für die bulgarische U-21 erzielen, bei der 0:1-Niederlage gegen Russland war er sogar der Kapitän der Mannschaft. Insgesamt kam er in 14 Spielen in Bulgariens höchster Nachwuchsnationalmannschaft zum Einsatz und konnte dabei sieben Tore erzielen.
Im März 2025 wurde Nikolow von Nationaltrainer Ilian Iliew nach überzeugenden Leistungen im Verein erstmals für die bulgarische A-Nationalmannschaft nominiert. Er debütierte bei der 1:2-Niederlage gegen Irland in der UEFA Nations League am 20. März 2025, bei der er in der 86. Spielminute für Andrian Kraew eingewechselt wurde. Auch in der folgenden Länderspielphase wurde er wieder nominiert, bei der 0:4-Niederlage gegen Griechenland in einem Freundschaftsspiel stand er im Juni 2025 sogar erstmals in der Startformation seiner Mannschaft.